# Criptobiosi
La criptobiosi è uno stato di vita ametabolico (cioè con assenza di metabolismo) nel quale entrano alcuni organismi semplici in risposta a condizioni ambientali avverse, quali essiccazione, congelamento, e mancanza di ossigeno. 
Nello stato criptobiotico, tutti i processi metabolici si fermano, impedendo la riproduzione, lo sviluppo e la riparazione. Un organismo in uno stato criptobiotico può vivere essenzialmente per un tempo indeterminato fino a quando le condizioni ambientali tornano ad essere ospitali. Quando ciò si verifica, l'organismo tornerà al suo stato di vita metabolico precedente alla criptobiosi.
Gli organismi capaci di criptobiosi vengono detti criptobionti.
Un tipico esempio di criptobiosi si verifica nel crostaceo Artemia salina. L'essiccamento delle pozze saline in cui vive è superato grazie alla deposizione di uova durature (cisti), in grado di rimanere in uno stato di quiescenza per lunghi periodi (vari anni) fino a quando non si ripresentano condizioni favorevoli al loro sviluppo.
Anche molti Nematodi possono entrare in criptobiosi. Caenorhabditis elegans è in grado di riprendere il metabolismo dopo 480 giorni di disidratazione e congelamento fino a -80°C, mentre Panagrolaimus kolymaensis è stato rinvenuto nel permafrost dopo 48.000 anni.
I tardigradi posti in condizioni avverse sviluppano una serie di meccanismi difensivi che vanno dall'incistidamento alla sospensione di ogni attività metabolica visibile.
In condizioni di disidratazione ritraggono le zampe e si incapsulano all'interno della cuticola, che  subisce trasformazioni chimiche divenendo impermeabile. Nel caso di basse temperature nel liquido che riempie l'emocele si formano cristalli di ghiaccio a crescita controllata. In entrambi i casi una funzione importante è svolta dalla sintesi del trealosio, uno zucchero disaccaride che con l'acqua e le altre sostanze cellulari forma un gel che permette la conservazione degli organelli fino alla successiva eventuale reidratazione.